# تزكاغين (فركلة السفلى)
تزكاغين هي إحدى مشيخات المملكة المغربية، تتبع جغرافيا لإقليم الرشيدية وإداريًا لفركلة السفلى. يقدر عدد سكانها بـ 3685 نسمة حسب الإحصاء الرسمي للسكان والسكنى لسنة 2004.